# Радімов Владислав Миколайович
Владислав Миколайович Радімов (рос. Владислав Николаевич Радимов, нар. 26 листопада 1975, Санкт-Петербург) — російський футболіст, що грав на позиції захисника.
Виступав, зокрема, за клуб «Зеніт», а також національну збірну Росії.
Володар Кубка Іспанії з футболу. Чемпіон Росії. Володар Суперкубка Росії. Володар Кубка УЄФА. Володар Суперкубка УЄФА.

## Клубна кар'єра
У дорослому футболі дебютував 1992 року виступами за команду клубу ЦСКА (Москва), в якій провів чотири сезони, взявши участь у 70 матчах чемпіонату.
Згодом з 1996 по 2003 рік грав у складі команд клубів «Реал Сарагоса», «Динамо» (Москва), «Левскі» та «Крила Рад» (Самара).
2003 року перейшов до клубу «Зеніт», за який відіграв 5 сезонів. Більшість часу, проведеного у складі «Зеніта», був основним гравцем захисту команди. За цей час виборов титул чемпіона Росії, ставав володарем Суперкубка Росії, володарем Кубка УЄФА, володарем Суперкубка УЄФА. Завершив професійну кар'єру футболіста виступами за команду «Зеніт» (Санкт-Петербург) у 2008 році.

## Виступи за збірну
1994 року дебютував в офіційних матчах у складі національної збірної Росії. Протягом кар'єри у національній команді, яка тривала 13 років, провів у формі головної команди країни лише 33 матчі, забивши 3 голи.
У складі збірної був учасником чемпіонату Європи 1996 року в Англії, чемпіонату Європи 2004 року у Португалії.

## Титули і досягнення
- Чемпіон Болгарії (1):

«Левскі»: 2000-01
- Чемпіон Росії (1):

«Зеніт»: 2007
- Володар Суперкубка Росії (1):

«Зеніт»: 2008
- Володар Кубка УЄФА (1):

«Зеніт»: 2007-08
- Володар Суперкубка УЄФА (1):

«Зеніт»: 2008

## Громадянська позиція
Внесений до чорного списку на сайті «Миротворець» за пропаганду війни в Україні.